# 찰스 카우만

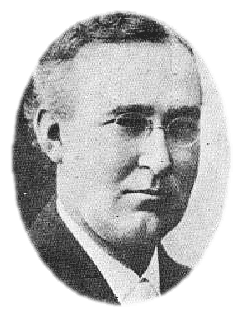
Charles Cowman

찰스 엘머 카우만(Charles Elmer Cowman, 1868년 3월 13일~1924년 9월 25일)은 일본, 한국, 중국에서 주로 활약한 미국인 선교사였다. 찰스 카우만은 또한 동양선교회(Oriental Missionary Society)(현재 One Mission Society)의 공동 창립자 중 한 명이다.

## 어릴적 삶
찰스 카우만(Charles E.Cowman)은 1868년 3월 13일에 미국 일리노이주 툴론(Toulon)에서 부친 데이비드 카우만(David Cowman)과 모친 매리 카우만(Mary Cowman) 사이에서 태어났다. 그는 감리교회에서 자랐다.
찰스 카우만은 15세 때 동네 기차역에서 전신교환원으로 여름방학 일자리를 제안 받았고 이를 수락했다. 이 새 직업에 찰스 카우만은 탁월한 능력을 발휘해 이듬해 가을에 학교에 복학하지 않기로 결정하고 전신교환원의 일을 계속 이어갔다. 찰스는 다음 해에 여러 차례 승진을 했다. 18세에 찰스 카우만는 시카고에 있는 한 역으로 전근을 했고, 19세가 되었을 때 수년 동안 일한 직원들과 맞먹는 급여를 받았다. 1889년 6월 8일, 21세의 나이에 찰스는 어린 시절 친구였던 레티 버드(Lettie Burd)와 결혼을 했다. 결혼 첫 해에 찰스와 레티 카우만 부부는 도시 생활을 탈출하고 로키산맥으로 이주했다. 하지만 높은 고도로 인해 아내 레티(Lettie)가 심하게 아파서 부부는 시카고로 돌아와 이후 다음 10년을 지냈다.

## 전신기사 선교단(Telegraphers' Mission Band)
찰스와 레티 카우만 부부가 시카고로 돌아온 후 찰스 카우만은 전신국에서 일을 계속했다. 하지만 찰스의 태도는 지난 번 있을 때와는 바뀌었다. 강한 확신을 갖고 찰스는 자신의 삶을 하나님께 다시 헌신했다. 그는 자신의 모든 힘을 다해 하나님의 사역에 집중해야 한다고 생각하면서 그리스도인이 되는 것을 인생의 첫 번째 일로 삼았다. 찰스 카우만은 이와 같은 사역할 한 가지 방법으로 찰스 카우만으로 인해 기독교인이 된 동료들과 함께 시카고에서 "전신기사 선교단"을 결성하는 것이었다. 이 전신기사 선교단의 한 회원이 바로 어니스트 길보른(Ernest A. Kilbourne)이었다. 어니스트 길보른은 나중에 동양선교회(OMS)의 공동 창립자가 되었다. 전신기사 선교단(Telegraphers' Mission Band)는 미국, 영국, 호주 전역의 전신 기사들에게 복음을 전하는 편지를 보냈다.

## 동양선교회(Oriental Missionary Society)
1890년대 후반, 찰스 카우만은 자신이 다니는 은혜감리교회에서 나카다 주지를 만나 친구가 되었다. 나카다 주지는 무디성경학교에서 공부하기 위해 일본에서 왔다. 나카다 주지 역시 훗날 동양선교회(Oriental Missionary Society)의 공동 창립자가 되었다. 나카다 주지가 일본으로 돌아오자 전신기사 선교단은 나카다 주지를 재정적으로 지원하기 시작했고, 이로써 찰스 카우만이 일본에 선교를 위해 가기 전까지 미국에 있는 동안 나카다 주지와 졸은 관계를 계속 이어갔다.
찰스와 레티 카우만 부부는 마음속에 깊은 부르심을 느낀 후 1901년 2월 1일에 미국을 떠나 일본에서 선교사로 사역했다. 이 부부는 나카다 주지와 함께 성서학원을 시작하겠다는 꿈을 가지고 함께 일했다. “이 성서학원의 목적은 일반적인 신학자를 양성하는 것이 아니라 해당 지역의 언어를 자유롭게 구사할 수 있고 성경에 능통하며 모든 계층의 사람들에게 복음을 전하고 영향을 미칠 수 있을 정도로 성경말씀을 선포할 수 있는 젊은 남녀를 양성하는 것이다.” 찰스 카우만이 일본에 온 지 몇 달 만에 나카다 주지와 함께 복음을 전하고 복음 전도자를 훈련할 수 있는 복음전도관을 열게 되면서 찰스의 꿈은 현실이 되었다. 이 복음전도관에서 낮에는 성경수업을 하고, 저녁에는 복음을 전하는 예배를 드렸다. 이것이 바로 동양선교회의 시작 모습이었다. 1902년 어니스트 길보른(Ernest Kilbourne)은 일본으로 와 찰스 카우만(Charles Cowman)과 나카다 주지(Nakada Juji)와 합류하여 그들의 사역에 큰 힘이 되었다.

### 전보(Electric Messages)
『전보』(Electric Messages)라는 작은 월간 잡지가 1902년 11월부터 출판되었다. 이 월간 잡지에는 미국에 있는 후원자들에게 우편으로 발송되었으며, 동양선교회의 선교 사역에 대한 월간 보고서가 포함되어 있었다. 이 월간 『전보』의 이름은 나중에 『O.M.S 스탠다드』(The O.M.S. Standard)로 변경되었다가 현재의 명칭은 『OMS Outreach』라고 한다.

### 동경성서학원
열심이 사역함으로 인해 최초의 건물이 비좁게 되어 1903년 초에 성서학원을 위한 보다 큰 건물이 필요하게 되었다. 1903년 말에는 도쿄에 새로운 동경성서학원이 신축되어 충분한 공간을 확보했다. 더 넓은 공간으로 인해 더 많은 학생을 수용할 수 있을 뿐만 아니라 대규모 집회와 수백 명의 손님을 수용할 수 있는 여유있는 공간을 확보하게 되었다.

### 경성성서학원
1903년에 김상준, 정빈이라는 두 명의 조선인이 동경성서학원에 입학하기 위해 일본 동경으로 건너왔다. 이 두 조선학생을 통해 동양선교회(OMS)는 조선과 인연을 맺기 시작했다. 1910년에는 영국 웨일스 출신의 존 토마스(John Thomas)와 에밀리 토마스(Emily Thomas)의 부부 선교사를 조선에 파송했다. 존 토마스는 경성성서학원을 경성성서학원 건물에서 바로 개교하였고, 그후 1년 후, 서울 외곽의 죽첨정(현, 서울특별시 서대문구 아현동)에 5층으로 된 당시로서는 어마어마한 규모의 서구식 건물을 신축하여 경성성서학원을 이전하였다. 일본의 동경성서학원과 마찬가지로 경성성서학원은 전(全) 조선 지역의 큰 부흥과 변화를 가져왔다.

### 대거부락전도운동(The Great Village Campaign)
일본에 남아 있는 많은 미전도 종족들에 거룩한 부담감을 느낀 찰스 카우만은 1913년에 대거부락전도운동을 시작했다. 찰스는 “향후 5년 안에 일본의 모든 사람이 복음을 듣게 될 비전”을 가지고 있었다. 일본 전체 인구 5,800만 명에게 복음을 전파할 때까지 찰스는 쉴 수 없었다. 선교사들은 팀을 이루어 일본 전역의 모든 도시와 마을, 가정을 일일이 방문하여 복음을 전하고 성경을 배포했다. 가장 먼저 방문한 곳은 도쿄였으며, 그 도시에서 300만 권의 성경이 전달되었다. 도쿄에서 사역자들은 모든 가정에 성경을 제공하려는 목표를 계속하기 위해 여러 지방으로 흩어졌다. 1914년 말경, 이 위대한 사역은 찰스 카우만의 건강에 큰 타격을 주었다. 찰스와 레티 카우만 부부는 휴식을 취하고 건강을 되찾기 위해 1915년에 잠시 미국으로 돌아갔다. 대거부락전도운동은 찰스가 미국에 머물러있는 동안에도 계속 진행되었고 얼마 지나지 않아 찰스와 레티 카우만 부부가 시작했던 대거부락전도운동을 완료하기 위해 일본으로 돌아갔다. 1917년은 대거부락전도운동이 가장 집중적으로 진행된 해였다. 1917년 봄에는 임시 본부를 세우기 위해 큰 섬인 규슈(인구 900만 명 거주)로 이동했다. 해가 지나고 1918년 대거부락전도운동의 완료가 가까워질 무렵에 찰스 카우만은 다시 한 번 심장병이 도졌다. 찰스는 심각한 심장병을 앓기 시작했고, 이로 인해 아내 레티와 찰스는 몇 달 더 일본을 떠나게 되었다. 1918년 1월, 그들이 미국 고향에 있는 동안 그들은 정기간행물 『O.M.S 스탠다드』(O.M.S. Standard)를 통해 일본에서 대거부락전도운동이 드디어 완료되었다는 소식을 전달 받았다. 161,000km2의 땅을 덮고 있는 약 6천만 명의 일본인들 모두가 복음을 듣게 되었던 것이다.

## 말년의 삶
미국의 고향집에서 휴식을 취하는 동안 찰스 카우만은 잠시 건강을 회복했다. 찰스는 6개월 동안 미국을 여행하면서 대거부락전도운동의 경이적인 이야기를 미국인들에게 전했다. 만약 심장 질환이 없었다면 찰스 카우만은 아마도 계속해서 전국여행을 하며 이 기적같은 소식을 전했을 것이다. 하지만, 찰스 카우만은 심각한 심장 마비기 와서 캘리포니아에 있는 자신의 집에서 쉬어야만 했다. 그 후 6년 동안 찰스는 큰 고통을 겪었지만 항상 긍정적인 태도를 유지하면서 하나님을 위한 사역을 계속했다.  몸이 망가졌음에도 불구하고 찰스는 재택근무를 하면서 선교 현장의 모든 업무 부서를 감독하며 수백 통의 편지를 손수 썼다. 찰스는 또한 또 하나의 성서학원을 설립하기 위해 중국으로 진출할 계획을 세웠다. 1924년 3월, 찰스 카우만은 동양선교회(OMS)의 은행 통장들을 두 명의 수탁자인 어니스트 길보른(Ernest Kilbourne)과 로스앤젤레스 사업가, W. J. 클락(W.J. Clark)에게 양도해 주었다.

## 찰스 카우만의 소천과카우만 기념 성서학원
1924년 7월 17일 밤, 찰스 카우만은 뇌졸중으로 인해 신체의 왼쪽 전체가 마비되었다. 의사들은 찰스가 몇 시간밖에 살지 못할 것이라고 말했지만 찰스는 몇 주 더 살았다. 찰스는 1924년 9월 25일 자정 직후에 세상을 떠났다. 장례식 이틀 후, 한 동료 직원이 중국에 성서학원을 개설하기 위해 25,000달러를 기부했다는 내용의 편지가 찰스에게 도착했다. 이 일이 있은지 약 1년 후인 1925년 9월에 중국 상하이에 성서학원이 설립되어 운영되었다. 그 성서학원의 이름은 “카우만 기념 성서학원”으로 명명되었다.

## 같이 보기
- 성결교
- 한국의 성결교회
- 동양선교회
- 경성성서학원
- 도쿄 성서학원
- 기독교대한성결교회
- 예수교대한성결교회
- 대한기독교나사렛성결회
- 기독교대한성결교회 역대총회장
- 일본홀리니스교회
- 기독교대만성교회
- 서울신학대학교
- 성결대학교
- 나사렛대학교
- 한국성결신문
- 성결신문
- 나카다 주지 목사
- 김응조 (목회자)
- 이명직 목사
- 이성봉
- 정진경
- 천세광
- 활천